# コゼット (小説)
『コゼット』（Cosette：The Sequel to Les Miserables）は、アメリカの女流作家ローラ・カルパキアンによって書かれ、1995年に出版された、ロマン主義フランス文学の大河小説『レ・ミゼラブル』をモチーフにした小説である。日本語版は光野多恵子の訳で1996年に三天書房から出版された。ジャン・ヴァルジャンの養女コゼットを主人公にしている。

## 作品概要
晴れてマリユスと結婚し、2児の母となった男爵夫人コゼットが、7月革命の混沌にある1833年から第二帝政末期の1867年までのフランスで、職業婦人として生きていく物語である。夫とともに、養父ジャン・ヴァルジャンから相続した60万フランを使って新聞社『ラ・リュミエール』（La lumière）を興した彼女は、その美貌と聡明さと意志の強さ、そしてマリユスとの深い愛情で様々な困難を乗り越えていく。
ジャン・ヴァルジャンをはじめ、幼少時代のコゼットを虐待していた宿屋の主人テナルディエ、その娘のゼルマ、マリユスの祖父ジルノルマン氏やその娘のジルノルマン嬢、またいとこのテオデュールといった『レ・ミゼラブル』に登場した面々が活躍する。また《ムクドリ》ことガブリエル・ラスコー、1832年6月の暴動で生き延びたクレロン、パジョル、ポンメルシー家専属料理人のマダム・カレームといった新しい面々も登場する。
要所要所に、当時のフランスで社会問題になっていた女性参政権の問題や、女性がジャーナリズムに関与することなど、フェミニズムの要素が盛り込まれている。

## 評価
アメリカ・日本のほか、フランスやイギリスなど11カ国で出版されている。日本ではそれほど商業的成功をおさめていない。

## タイトル
※日本語版は上巻（ISBN 4-88346-010-X）と下巻（ISBN 4-88346-011-8）に分かれている。
- 上巻
  - プロローグ

  1. ワーテルローの落とし子たち
    - 愛のオペラ 〜一八三三年 幸せから始まる物語〜
    - 革命前夜 〜一八四八年 ヒバリに救われたムクドリ〜

  2. 革命の嵐
    - 二月革命 〜一八四八年 自由・平等・友愛を求めて〜
    - 六月の大虐殺 〜一八四八年 パンか、それとも銃弾か〜
    - 復讐劇の幕開け 〜一八五一年 夜会服をまとったドブネズミ〜
- 下巻
  1. 第二帝政
    - 皇帝のクーデター 〜一八五一年 マリユスとの別れ、生まれ変わるヒバリ〜
    - コゼットの闘い 〜蛙のナポレオン、誕生する〜
    - 死者からの伝言 〜ふたたび絶望からの脱出〜

  2. パリの生活
    - 享楽の生活 〜偽の自由に酔いしれる時代〜
    - 堕落と裏切り 〜金を持つ者と愛を持つ者〜

  3. 高くついたオムレツ
    - 虚飾の幕切れ 〜真実を知る人々を乗せて舞台はまわる〜

  - エピローグ

## あらすじ
1833年2月16日、マルディグラにコゼットとマリユスは結婚した。幸せな毎日を送る2人だったが、コゼットは父ジャン・ヴァルジャンが遠ざかっていくのを不安に感じ、マリユスは弁護士として法廷に立つ一方で現行の法律に矛盾を感じていた。そんなふたりを支えていたのは、お互いの存在とお互いへの愛情だった。自邸のベッドで、旅先のブーローニュの宿屋で、2人は互いの愛を確かめ合っていた。
そんな日々を送っていた1833年の晩夏、政治家とその娘らしい男女が現れる。娘らしい女はコゼットのもとに近づき、彼女が思い出したくもない陰惨な幼少時代の記憶をまくし立てる。その女の正体は、幼少時代のコゼットを虐待し続けたテナルディエの娘ゼルマだった。コゼットはゼルマから罵詈雑言を浴び、真実を聞かされる。コゼットとマリユス、それにジャン・ヴァルジャンのせいで父テナルディエは死刑を宣告され、アメリカに渡航するしか助かる道はないこと、父ジャン・ヴァルジャンは囚人24601号であり、コゼットの母は娼婦だったこと、姉エポニーヌがマリユスを愛していたこと、マリユスを愛したがゆえに1832年6月の暴動で革命家と一緒に命を落としたこと。コゼットは絶望の淵に追い込まれるも、マリユスに救われる。
ロマルメ通りのアパルトマンで、ジャン・ヴァルジャンの臨終を看取ったコゼットは葛藤する。自分が囚人と娼婦の間に生まれた子供だと知ったら夫はどんな反応をするだろう? そもそも、ジャン・ヴァルジャンは実の父親だったのか……? しかし、夫マリユスの悩みのほうが深くなっていくのに気づいたコゼットは、彼を心配するようになる。バリケードで散っていった仲間のことを想い、自身の命を救ってくれたヴァルジャンを、囚人という理由で敬遠してきたことを後悔する夫を。
しかし、その不安もコゼットの妊娠で解消される。弁護士という仕事に疑念を抱くなら、父が残してくれた60万フランを元手に新聞を出そう。それが暴動を生き延びたマリユスにできること。コゼットはそう言って夫を説得する。新聞の名前は『ラ・リュミエール』（La lumière、「光」）。
幾度にもわたるマリユスの逮捕、二月革命、信頼していた人物の裏切り、息子の放蕩と堕落、バリケードでの戦い、第二帝政、ゼルマの復讐……運命に翻弄され、苦しみながらもコゼットは運命に立ち向かう。金という財産を失っても、愛という財産を抱き、人のぬくもりという新しい財産を手に入れて。

## 登場人物

### コゼットの家族
コゼット・ポンメルシー（旧姓：フォーシュルヴァン）
本編の主人公。1815年生まれ（婚前に作られた戸籍では、1815年6月18日生まれとなっている）。1833年にマリユスと結婚し、晴れてポンメルシー男爵夫人になる。養父はジャン・ヴァルジャン、実母はファンティーヌ。実父はフェリックス・トロミエス。ジャン＝リュックとファンティーヌの母でもある。2人の子供には乳母をつけず、自分の手で子供たちを育てた。
弁護士としての仕事に思い悩むマリユスに「書く」ことをすすめ、養父ヴァルジャンから相続した60万フランで新聞を出すことを提案する。社交界では才女のひとりに数えられ、“リオネ”（雌獅子。時代の先端を行く女）と呼ばれる。マリユスがサント・ペラジー監獄に囚われているときは、面会に行ったときに受け取ったマリユスのメモをもとに記事を書く。女性がジャーナリズムに関わることを嫌うクレロンを嫌悪する。
1848年1月のある日、息子ジャン＝リュックの件でアンリー4世中等学校に行った帰り道でのこと。ショーケースからパンを盗んだ少年《ムクドリ》ことガブリエルを見つけた彼女は、その姿に若き日の養父の姿を見出す。そして、囚われのムクドリに代わって盗んだパンを買い、彼を夫の新聞社で働かせるようになる。ムクドリが頼もしい存在になっていく一方で、実の息子ジャン＝リュックの放蕩ぶりに夫ともども頭を痛めるようになっていく。
そんな日々を送っていた1851年11月末。リュクサンブール公園でジャン＝リュックと舞台女優ニコレット・ローリオのカップルを見つけ、ショックを受けてしまう。というのも、リュクサンブール公園をマリユスと一緒に訪れたのは、ゼルマの脅迫を受けて、母が娼婦であること、宿屋『ワーテルローの軍曹』でテナルディエ一家に虐待されてきたことを包み隠さず話すためだった。だが、マリユスはジャン＝リュックの件を自宅で片付けることにし、リュクサンブール公園で彼女の過去を全部受け入れてくれた。
1851年12月1日、ブーローニュでしばしの休息を取っていたが、そこへパリでクーデターが起きた事を知る。ひとりで行くというマリユスに同行し、バリケードで夫に付き添うことにする。しかし、目の前で悲劇を味わい、19年前、養父と一緒に逃亡しようとしていたイギリスへ、ファンティーヌとマダム・カレームを逃亡させる。自身は変装し、《代書屋のヒバリ》としてパリで人々のために手紙を書きながら生きていく一方で、皇帝ナポレオン3世を皮肉った作品を世に送り出す《ラ・リュミエール》として生きる。また、あるときはニコレット・ローリオの付き人《メア・キュルパ》、あるときはファンティーヌの母、あるときはマリユスの妻として波乱の時代を闇の中でひっそり生きていく。
養父ジャン・ヴァルジャンのように罪人として追われる日々を送る彼女だが、養父と同じく、人間としての自由と尊厳と愛を失うことなく生きていった。一時は死んだかと思われていた夫マリユスの生存を知ると、ムクドリや石工のグランクールの手を借りて彼を救出する。
最終的には夫マリユスと愛を深め合ったブーローニュの《ジェラールの宿》の手伝いをすることで落ち着く（マリユスはもちろん、ファンティーヌの家族と同居している）。
1867年3月に訪れた息子ジャン＝リュックに「許してほしい」と懇願された彼女は、「時が経って思い出を乗り越えられれば」と告げる。
マリユス・ポンメルシー
コゼットの夫。男爵。1810年生まれ。父はナポレオン1世に仕えた軍人ジョルジュ・ポンメルシー、母は今は亡きジルノルマン氏の次女（ファーストネーム不明）。ジャン＝リュックとファンティーヌの父。祖父リュック＝エスプリ・ジルノルマンと伯母アデレード・ジルノルマンに育てられる。
1832年6月の暴動でこめかみと肩を負傷、その傷のせいで眉が切れており、肩にも傷跡が残っている。その氷のごとき正義感と生真面目な性格から、弁護士の仕事に矛盾を感じ、さらに暴動で自分を助けてくれたにもかかわらず“罪人”という理由から敬遠してしまったジャン・ヴァルジャンのことや暴動で散った仲間のことを想い、軽いうつ状態になっているところを、コゼットに救われる。彼女の言葉に従い、新聞『ラ・リュミエール』紙を発行し始めた彼は、扇動罪で起訴されても監獄に収監されても懸命に記事を書いていく。状況が悪化すればするほど、彼の情熱は深まっていく。
やがて、二月革命の中心的存在となるが、6月の暴動で辛酸をなめ、ルイ・ナポレオンという希望を見つけるも、彼にまんまと利用されていたことに気づき怒りをあらわにする。
そして、『ラ・リュミエール』紙の廃刊を決めた矢先の1851年12月4日、プティ・カロー通りのバリケードでヴェルディエやパジョルら1832年6月の同志とともに立ち上がる。
彼はこの騒動で死んだかと思われていたが、実は生きており、ルイ・ナポレオンも収容されたというアムの城塞に収容されていた。暴動のときに受けた一発の銃弾と、軍医のひどい処置により、背中をまっすぐにして歩くことが出来なくなってしまった。さらに、監獄でのひどい生活がたたり、リウマチの症状の典型である関節炎を患っていることが多くなった。
彼の生存を知ったコゼットらによって救出された彼は、最初こそ体力を消耗し、死にかけていたが、コゼットが《メア・キュルパ》として働き始めた頃から栄養状態が改善され、元気になり始める。
1867年3月、逃亡先のブーローニュで執筆活動を続けていたところへジャン＝リュックが現れる。以前、死の間際にあったジャン・ヴァルジャンがマリユスを許したように、「今までのことを許してほしい」という我が子を、彼は「自分のために」許した。
ジャン・ヴァルジャン
コゼットの養父。1770年生まれ。1本のパンを盗んだ罪で19年も監獄暮らしをしなければならなかった囚人。人間不信に陥っていたとき、ミリエル司祭に助けられ、更生する。
コゼットの母ファンティーヌとの約束を果たすため、1823年のクリスマス、モンフェルメイユでコゼットを引き取る。すでにファンティーヌがこの世を去っていたため、彼女の養父となる。様々な事件に巻き込まれながらも、イラクサとなって薔薇であるコゼットを守り、彼女のために行動し続けてきた。
その正体をマリユスに暴露したことから、コゼットに逢う機会がどんどん減っていく。やがて、真実をテナルディエから教えられたマリユスによってコゼットと再会することができた。が、それは死の間際の出来事だった。
没後もコゼットの生き方に影響を与え続ける『聖人』。
リュック＝エスプリ・ジルノルマン
マリユスの祖父で、アデレードの父。1741年生まれの92歳。とてつもなく元気な好色家のブルジョワ。歯が32本残っているのを自慢にしており、女の召使いに見境なく手をつけるため、彼女たちにカモにされていた。子供が産まれるたびに彼女たちから「この子は旦那様の子供だ」と告げられると子供たちを自分の子として認知し、子供が13歳になるまで養育費を支払っていた。
絶対王政時代をこよなく愛する王党派で、ボナパルティズムに目覚めていたマリユスと反発しあっていた時期があった。しかし、1832年6月の暴動でマリユスが瀕死の重傷を負ってフィーユ・デュ・カルヴェール通りの自邸に戻ってきたのを契機に、改めて愛する孫への愛情に目覚めた彼はマリユスと和解。しかも、マリユスの恋人コゼットにひと目で惚れこみ、彼女が孤児で無一文の身の上であり、名門の家の出ではないにもかかわらず、2人の結婚を許してしまう。
好色家だけあって、恋愛に関しては非常に寛容。ポンメルシー夫妻の結婚披露宴でも愛について満足のいくまで語り明かした。
1835年、曾孫ジャン＝リュックの誕生を見届けて永眠。饒舌な演説家らしくない静かな最期であった。
ジャン＝リュック・ジルノルマン・ポンメルシー
1834年5月2日、コゼットとマリユスの間に生まれた息子。ファンティーヌの兄。母親譲りの青い瞳と父親譲りの黒い髪を持つ美男子。子供時代は誰からも愛され、誰からも可愛がられる、愛想の良い少年だった。特に大伯母アデレードは彼を溺愛し、とことん甘やかした。それゆえ、気に入らないことがあるとかんしゃくを起こすようになってしまった。
少年時代は意志薄弱な『問題児』であった。ある振る舞いがきっかけで、全寮制だったアンリー4世中等学校を退学処分になってしまう。そこで、今度はヴィクトル・ユーゴーも通ったルイ・ル・グラン中等学校に通学生として入学するが、悪友アルセーヌ・ユヴェとの付き合いはやめられず、ニコレット・ローリオに出逢って恋に落ちる。
気質も思想も曾祖父ジルノルマン氏に似ているため、マリユスとコゼットを大いに悩ませることになる。特にクレロンへの信頼とルイ・ナポレオンへの傾倒ぶりはひどいものであり、同い年のムクドリに強い敵対心を抱いている。
やがて、その軽薄で幼稚な人間性と親に対して取った行動から、父の知り合いや父のライバルたちから嘲笑されるようになって肩身の狭い思いをしていくようになった彼は、トゥシャール夫人ことゼルマに“救われる”。しかし、それはゼルマの姦計だった。彼女の策略にはまった彼は、彼女の娘エポニーヌ＝オルターンスと結婚。長女ルイーズをもうけるも、その結婚生活は決して愛に満ちたものと呼べるものではなく、ニコレットをはじめ、次々と愛人を作っていった。そんな生活を送るうちにどんどん堕落していく。
ゼルマの傀儡と化した彼は、自身がゼルマの手のひらの上で悪友や妻たちと踊らされている環境のなかで、どんどん疲弊していく。だが、ルイ・ナポレオンの権威の恩恵にさずかり、その日その日を楽しくおかしく暮らせる生活から足を洗えないがために、ゼルマに踊らされる生活から抜け出すことはできなかった。
「監獄に入れば死なずにすむ」……その言葉を信じて、父だけでなくムクドリや母でさえも警察（クレロン）に売ろうとしていた（両親には軽い処罰を望んでいたが、ムクドリは憎悪の対象であったので、しかるべき刑罰を望んでいた）。しかし、父には死なれ、妹の作戦でムクドリには逃げられた。さらに、愛していたニコレットには舞台裏で諭され、頼りにしていたクレロンを射殺したパジョルには脅され、結局、母を警察に渡すことはできなかった。
すべてを反省した彼は、1867年3月、ブーローニュで《ジェラールの宿》を手伝うコゼットに再会する。そこで実の娘（＝次女）ヴァランティナにも出逢う。エポニーヌ＝オルターンスらと別れ、独りになった彼はマリユスの許しを得る。そして、イギリスにいるであろうニコレットに会うためイギリスへ渡る。
ファンティーヌ・ポンメルシー
1836年、コゼットとマリユスの間に生まれた娘。ジャン＝リュックの妹。本名：ファンティーヌ＝マリ＝ルイーズ・ポンメルシー。子供時代は兄に隠れて目立たない子だったが、その分観察眼が優れていた。茶色い瞳で世間を深く見つめ、何事にも意見を持っている少女であった。
少女時代を修道院で過ごしたコゼットの「宗教という名の砂糖漬けのボンボンにしたくないため」という表立った理由から（※実際はファンティーヌを手元に置いておきたいという理由から）、家庭教師のもとで自宅で勉強することになる。兄とは違ってあまりごねたりしない性格だが、一度だけ、「男みたいにラテン語や数学など勉強したくない」とごねたことがあった。しかし、両親の説得もあって男性と変わりない教育を受けるようになる。
最初はムクドリを《乞食》とか《泥棒》呼ばわりしてさげすんでいたが、付き合いが長くなってきたある夜、自宅にやって来たムクドリにラ・フォンテーヌの本『寓話詩』を貸した（この時、ムクドリの本名がガブリエル・ラスコーであることを知る）。それ以来、ムクドリに勉強を教えてゆき、この“年上の生徒”を愛するようになっていく。
しかし、15歳のとき、父が死去。母と兄をパリに残し、マダム・カレームと一緒にイギリスへ逃亡することになってしまう。フランス語の家庭教師や料理人の仕事をして生計を立て、ルイ・ナポレオンに取り入ろうとしている非現実的な兄を手紙で非難する。10年間の逃亡生活でフランスの流行がコルセットとペチコートからフープスカートへ変わってしまったが、尊敬にすら値しない兄夫妻の住む邸宅で肩身の狭い思いをしながらも流行に慣れ、どうにかついていく。両親が最初に出逢ったリュクサンブール公園でガブリエルに再会した彼女は、彼に愛を告白する。
そして、兄の愛人であり母の雇い主でもあるニコレットの計らいで、母と死んだはずの父と再会したのを契機に、アルジャントゥイユにあるニコレットの別荘“ベネディクティーヌ・フォリー”の料理人「マダム・ペコー」として生きていくようになる。ムクドリと事実婚をしたのもこの頃である。
数年後、ブーローニュに移住。マダム・ジェラールが亡くなった《ジェラールの宿》で料理を切り盛りするようになる。マダム・カレームの下で料理を学んだこともあり、その腕は一流。ムクドリとの間に息子が一人いる。
テオ・ジルノルマン
マリユスのまたいとこ。『レ・ミゼラブル』では《テオデュール》と呼ばれている。『ラ・リュミエール』紙の記者のひとり。元軍人。愛想の良い話し好きな男。
軍を辞めてからは懐古主義者になってしまい、やがて、ルイ・ナポレオンの息のかかった新聞社の記者として引き抜かれる。
コゼットの修道院時代の同級生ソフィーと結婚する。
アデレード・ジルノルマン
ジルノルマン氏の長女で、マリユスの伯母。ジャン＝リュックとファンティーヌにとっては大伯母にあたる女性。原作では《ジルノルマン嬢》という名で登場。敬虔なカトリック信徒で、胸と腰にロザリオをつけている。独身。
原作ではテオを溺愛していたが、こちらではジャン＝リュックをとことん溺愛する。甘やかすだけ甘やかしたため、その育て方がジャン＝リュックを軽薄でどうしようもない人間にしてしまう原因になる。
二月革命および6月の暴動、フランス第二帝政の始まりによる家族の離散を停められなかった。混乱と恐怖のなか、ひっそりと生きていたが、1853年10月に他界。
マダム・カレーム
ポンメルシー夫妻の結婚披露宴以来、ポンメルシー家専属となっている女性シェフ。本名はジャンヌ＝ルイーズ・ポワラール。石工のような強靭な腕と尼僧のような繊細な指先の動きを持つ、豊満な女性。ファンティーヌとはともに食事をとる間柄で、非常に仲が良い。
当時フランスの著名なシェフだったカレームのもとで下働きしており、皿洗いをしながら、持ち前の鋭い観察眼を駆使して、カレームの持てる技術をすべて学んでしまった。
最初は口の悪い礼儀知らずのムクドリを《泥棒》呼ばわりし、あまり良く思っていなかったが、徐々に態度を軟化させていく。そして、最初の出逢いから3年が経った1851年には、信頼できる存在として彼のことを見るようになる。
イギリスではファンティーヌの師として、彼女とともに料理人として活躍するようになる。ファンティーヌはフランスへ帰ったが、自身はイギリスに残った模様。
ヴァランティナ
ジャン＝リュックとニコレット・ローリオの間に生まれた娘であり、ポンメルシー夫妻の孫娘でもある。名前は重労働のため、若くして過労死したニコレットの姉からとった。ブロンドと灰色の瞳を持つ、母に生き写しの美少女。幼いながらも、ブーローニュの《ジェラールの宿》で、経営者のムッシュー・ジェラールや祖母の手伝いをしている。その土地柄のおかげか、叔母の逃亡生活の賜物か、英語が話せる。
その美しさと愛らしさから、世間では「ブーローニュの女王さま」と呼ばれている。
父親がジャン＝リュックであることを知らず、「父親は天国にいる」と信じきっている。

### ポンメルシー夫妻の知人
ムクドリ
本名：ガブリエル・ラスコー。1834年生まれの浮浪児。サン・ジュリアン・ル・ボーヴル教会の近くで生まれ育った。父親は囚人（すでに逝去）、母親はミミ・ラスコー。祖母はアカダラケ伯爵夫人。ラ・プティット・ロケット監獄（＝現代日本でいうところの少年院）に収容されたことがある。10歳の時の事件が原因で鼻を骨折、今も鼻が曲がっている。
ムクドリと呼ばれるのは、ムクドリが鳥のなかで最も嫌われている存在であり、彼もまた人々の間で最も嫌われている存在だからである。そのあだ名の通り、すばしっこくて態度も悪く、口はもっと悪い。だが、本当は母親思いの心根の優しい少年。その優しさはやがて、ポンメルシー夫妻やファンティーヌにも向けられるようになる。
当時パリの貧民街であったムフタール通りでパンを盗もうとして失敗し、街の人々に捕まえられたところをコゼットに助けられる。以後、『ラ・リュミエール』紙の文書配達係として働くようになる。
やがて働いていくうちに『正しい人』になってゆき、“年下の先生”ファンティーヌを愛するようになる。アカダラケ夫人は「身分に差がありすぎる」としてそれを恐れるが、本人はあくまで本気であった。
ファンティーヌがマダム・カレームとともにイギリスへ逃亡した後は、ファンティーヌを想いながらパリ改造の建設工事に従事する底辺の労働者として働く毎日を送り、コゼットたちの面倒を見ながら、手紙でファンティーヌに近況を伝える。そして、10年ぶりに帰国したファンティーヌと再会し、お互いの愛を心で確かめ合った二人は、紆余曲折を経て、ファンティーヌの両親のような幸せな結婚生活を送る。
その心根の優しさと献身ぶりを評価され、コゼットから“息子”同然に扱われ、本当の息子ジャン＝リュックよりも頼りにされるようになる。17歳以降は常にポンメルシー家の人々のことを考え、彼らに尽くしてきた。しかし、他人の人となりを身分や自分に対する態度で判断するジャン＝リュックだけは彼を理解しようとしなかった。自身が親思いであるがゆえに、ジャン＝リュックの親すらも見捨てる薄情で自己中心的な性分に腹を立て、彼を説教することもあった。
マリユス救出の際は、コゼットや石工グランクールとともにアムの城塞へ同行した。やがて、ファンティーヌと再会し、内縁の夫となった彼は、パリ改造のときにつちかった技術を駆使して、ボロボロになりかけていた《ジェラールの宿》を修繕。エピローグでは、妻の横で包丁をとぎながら、つまみ食いをする息子を見て笑う、心あたたまる場面がある。
アカダラケ伯爵夫人
ムクドリの祖母で、ミミの母。現在は犯罪者や見栄っ張りに豪奢な衣装一式を貸し出す“とりかえ屋”を経営しているが、その昔はゴミ拾いで生計を立てていた。《伯爵夫人》という現在の地位は、幸運と努力とあちこちにばらまいた脅迫状で成り立っている。
産んだ子供たちのなかで唯一生き残っているのが娘のミミだが、数年前に自分の事業をめぐって大喧嘩をしてしまい、それ以来、顔を合わせていない模様。
生きがいはもっぱら、ミミの子供の中で唯一生き残ったムクドリ。彼の頭にシラミを見つけて、黒い髪を虎刈りにしてしまうのが彼女の生活習慣の一環になっている。
孫のムクドリがファンティーヌを愛していることに警戒感を抱く一方、1851年12月の武装蜂起で心身ボロボロになったコゼットをかくまい、彼女のために衣装や化粧の面倒をみることになる。コゼットにしょっちゅう「高くついたオムレツ」の話をする。
実は、1817年にコゼットの母ファンティーヌと一緒にパリでつるんでいた4人のお針子娘のひとりで、本名をダリア・ドリオンという。幼少の頃のコゼットを知っており、パリを出て行くファンティーヌとコゼットを心配していたという。
コゼットの実父が地方からパリに出てきた学生であることを教え、母ファンティーヌがどんな人物であったかコゼットに教えた。その時、幼くて生真面目な性格で、夢に生きるところは娘のファンティーヌにそっくりだ、とコゼットは感想を漏らしている。
ファンティーヌ・ポンメルシー男爵令嬢がコゼットの娘だと分かると、今までかたくなに反対していた孫との結婚について態度を軟化させるが、あくまでも反対の立場を貫き通した。
ミミ・ラスコー
ムクドリの母。警察公認の娼婦。気質のおとなしい、ふわふわ漂っている感じの女性。サン・シュルピス教会の陰にひっそりと建つカフェ・リゴロで客引きをしている。アブサンとモルヒネが彼女の心を支えている。
身にまとう豪奢な衣類は、母アカダラケ伯爵夫人の経営する“とりかえ屋”からいただいたもの。だが、母の事業を手伝うか否かで大喧嘩になってしまい、現在は冷戦状態にある。だが、息子ムクドリを想う気持ちは母娘共通。
手先が不器用ゆえ、娼婦という仕事が天職だと考えている。本当は娼婦をやめてほしいムクドリの願いも聞いてくれない。
逃亡先のイギリスから帰ってきたファンティーヌの姿を見て、「これほど息子に似合う娘はいない」と彼女を絶賛する。
マダム・ファジェンヌ
ミミが客引きに使うカフェ・リゴロの経営者。1843年に夫が店で働いていた女とアメリカへ逃げてしまったため、ひとりで店を切り盛りしている。警察や密告者ともうまくやっている。客に何か混ぜ物をした“青いワイン”を出す。
優良顧客の娼婦ミミの息子ムクドリの頼みを聞き入れ、手紙の受け取り先にカフェ・リゴロを指定させるが、それがかえって仇となり、店が警察関係者に狙われることとなる。しかも、カウンターの端を貸していた《代書屋のヒバリ》が世間を騒がせている《ラ・リュミエール》だと知ってしまう。もともとムクドリは好きではなかったが、それ以降、ファンティーヌからの彼に宛てた手紙を焼いてしまうほど彼を嫌うようになってしまう。
本人がとうの昔に捨てたつもりの人情味によって、その人間性を支えられている女性。
ウジェーヌ・ヴェルディエ
その風貌から、《伝道師》あるいは《モーゼ》と呼ばれる凄腕の印刷工。パジョルの師匠。印刷工たちが住むパリのカイロ通りで、内縁の妻テレーズと自分の子供3人、テレーズの連れ子4人と一緒に住んでいる。
1832年6月の暴動の際、国民軍の軍服を着てバリケードから逃れた5人の人物のなかのひとりで、唯一警察の手から逃れた人物。
『ラ・リュミエール紙』の発行に情熱を注ぐ。ムクドリに、「革命はもう起きてる」と告げた。
1851年12月の武装蜂起では、プティ・カロー通りでマリユスらと結束して戦う。
テレーズ
ヴェルディエの内縁の妻。肝っ玉がすわった、気立ての良い女性。飾りひも工場で女工をしている。ヴェルディエと結婚するまでに、夫と2度死別している。
プティ・カロー通りのバリケードで負傷したコゼットをかくまった。そのとき、彼女は夫のことを察したのだった。
ヴィクトル・パジョル
かつてヴェルディエの下で修行していた印刷工。ひょうきんな性格で「モンキー」と呼ばれていた男。コゼットと同い年。
1832年6月の暴動の舞台となった居酒屋コラント亭から逃げたが、そのときに片足を骨折してしまう。医者に診てもらえたものの、密告され、逮捕。モン・サン・ミッシェル監獄で14年間、囚人23974号として過ごした。そのせいで生涯、片足を引きずって歩くことを余儀なくされてしまう。逮捕当時は17歳だった。
31歳になったとき、出獄。監獄で出会ったブルジョワの男を殺すべく、その行方を追っている。その男を『ラ・リュミエール』紙の新聞社で見つけるが、マリユスの頼みに応じて復讐をあきらめる。しかし、内縁の妻ジェルメーヌが逮捕されたことで怒りは頂点に達した。
ジェルメーヌ・フルーリー
パジョルの内縁の妻。地方出身で、以前の雇い主の子供を身ごもったため、雇い主の妻に追い出されてしまう。生活に困窮していたところでパジョルと出逢い、同棲するようになる。現在はパジョルと以前の雇い主との間にできた子供、それにパジョルとの間にできた子供とともにモンマルトルに住んでいる。
フランス第二帝政下で、内縁の夫の代わりに逮捕されてしまう。
アシーユ・クレロン
マリユスの理解者。『ラ・リュミエール』紙の事務局長を務める。
「女はペンを握るようにできていない」、「記事を書くには女であることが邪魔になる」というのが持論で、コゼットに何度も執筆をやめるようすすめる。コゼットはそんな彼が気に入らないが、マリユスはそんな彼を信頼している。
1842年6月6日、コラント亭のあとにできたカフェでマリユスとヴェルディエが杯を交わしているときに再会を果たす。実は、6月の暴動の際にヴァルジャンから提供された国民軍の軍服を着てバリケードから脱出した5人目の男だった。それ以降、マリユスたちとの親交は深い。
実は、彼こそがバジョルが探している“監獄で出会ったブルジョワの男”であり、『レ・ミゼラブル』のジャヴェールと同じ、7月王政時代の警察のスパイであった。6月の暴動に暴徒として潜り込み、暴動に関わっていた者を探し、その者の名前や居場所を密告していた。さらに、マリユスが扇動罪で何度も逮捕されたのは、この男が記事の内容を事前に密告していたからである。
さらに、バリケードから逃げた老人と負傷した若い男を探していた。彼が探していたのは、すなわちジャン・ヴァルジャンとマリユスである。やがてヴェルディエのもとに戻ってきたパジョルによってその正体を暴かれ、新聞社を去ることとなる。
1851年12月2日、パリで警部になった彼はその手でポンメルシー夫妻を逮捕しようと邸宅を訪れ、家族や使用人を監禁する。しかし、ジャン＝リュックの一言でポンメルシー夫妻がブーローニュにいることが分かると、夫妻を逮捕すべくブーローニュの警察に手を回す。が、パリで起きた事件を知った夫妻はプティ・カロー通りの武装蜂起に参加し、夫マリユスは死去、妻コゼットは娘や専属料理人を連れてイギリスへ逃亡してしまう。あてのなくなった彼は、関係者たちをしらみつぶしに当たり、コゼットたちを探しにかかる。
しかし、コゼットがパリにいることを確信した彼は、劇場でコゼットを追い詰め、彼女をかくまった罪でニコレットも捕まえようとした。が、そのとき、劇場に隠れていたパジョルに銃殺される。
パスカル・ボジャール
『ラ・リュミエール』紙の挿絵画家。ポンメルシー夫妻の良き理解者で、彼の描くティエールの風刺画は《頭の大きい赤ん坊》として知られている。
父が軍人で彼にも後を継がせようと期待していたが、その期待を裏切ってパリへ出奔。父は芸術学校の学費を払ってくれたものの、それ以外の金は払わず勘当されてしまう。
人間の日常生活にこそ絵を描くための崇高さを秘めていると考えてやまない。常に画家らしい服装をし、常に目に見えるものをどう描こうか考えている。父親を売り、ルイ・ナポレオンに取り入ろうとし、徐々に堕落していくジャン＝リュックの浅はかでみずぼらしい人間性を鼻で笑った。
ソフィー・ド・ベリサン
コゼットの修道院時代の同級生。すぐに頬を赤くする恥ずかしがりや。コゼットの結婚式でテオに口説かれ、のちにテオの妻となる。テオと結婚してからの彼女は恥ずかしがりやの性分が消える。
ニコレットの劇を観に来たとき、夫テオと同様、隣に愛人を連れていた。
エレン・タルボー
コゼットの修道院時代の同級生。イギリス人の才女。名前を英語で読むと『ヘレン・タルボット』になる。イギリスに帰国後、結婚して《マダム・フィッツパトリック》となる。
ファンティーヌとマダム・カレームを受け入れたときには未亡人になっており、わずかな給付金だけで暮らしていた。ふたりにたいそう親切で、ファンティーヌ宛の手紙の受け取り口となる。
ジェラール夫妻
ブーローニュで宿屋を営む夫妻。ポンメルシー夫妻は《ジェラールの宿》をちょくちょく訪れる、最重要顧客である。夫のムッシュー・ジェラールは大のナポレオンびいきで、ルイ・ナポレオンがブーローニュの沖合に姿を現したとき、感極まって泣いたほどだった。妻のマダム・ジェラールは料理の腕がたいそう良い。
1853年にマダム・ジェラールが亡くなってから、宿の人気は落ちぶれていった。
マダム・ジェラールの没後数年は、他の宿に協力してもらって客をまわしてもらっていたが、満足のゆくサービスができない状態が続いていた。そのひどさは、他の宿からジェラールの宿のことを話すだけでも「宿の格が落ちる」と言われるほどであった。
しかし、ポンメルシー一家がパリから移住してからは状況が一変。マダム・カレームの下で修行したファンティーヌが作る料理が話題となり、コゼットとムクドリが宿を手伝うことでサービスも宿の環境も格段に良くなった。さらに、ファンティーヌが従業員全員に英語を教えたことで、イギリス人の客が多く集まるようになった。1867年3月には、他の宿から「うちでは不満か？」と聞かれるほどの繁盛ぶりを見せている。
この宿は、『レ・ミゼラブル』で幼少時代のコゼットがこき使われた『ワーテルローの軍曹』を反面教師にしたもの。
ジョンドレット兄弟
アカダラケ伯爵夫人の“とりかえ屋”で働く20歳の双子の兄弟。1828年生まれ。言葉は分かるが喋らず、ジェスチャーで感情を表現する。1832年12月、よその家の戸口の前で凍死寸前になっていたところを伯爵夫人に助けられる。両親からある女性に売られたが、その女性が逮捕されたためにまた捨てられた哀れな兄弟。伯爵夫人に我が子同然に育てられた。
以来、二人は伯爵夫人に恩義を感じている。コゼットは店の常連であり、伯爵夫人の知り合いである。
彼らのモデルになった人物はゼルマのふたりの実弟。男の子供を可愛がらないテナルディエ夫妻は、ガヴローシュの下に生まれてきたふたりの息子を、当時、《良い金づる》だった息子たちを相次いで亡くしたパリの悪女マニョンに売った。そのマニョンも1830年代前半にパリを席巻していた悪党集団“パトロン＝ミネット”と関係があるとして逮捕されてしまった。売られた息子たちは実兄ガヴローシュの世話になった後、パリの浮浪児になった。
《ジョンドレット》は、テナルディエがパリに潜伏していたときに使っていた名前である。
トゥート・ナシオン
モベール広場を縄張りにしているゴミ拾いの老女。名前の意味は“だれでもかれでも”。アカダラケ伯爵夫人とは交流が深い。
パリ改造で広場を追い出されてからは、コゼットの浮浪者グループの一員となって、行き場のない人間が集まった市門で暮らすようになる。
マリー・ジョゼフィーヌ
トゥート・ナシオンの孫娘。少女時代はムクドリに惚れており、お互いの祖母を介して縁談を進めようとしていたが、ムクドリは彼女に関心を持たなかった。
やがて別の男性との間に3人の子供をもうけ、母親となる（末の子供はまだ乳児だったが、市門へ追いやられてから、疥癬とくる病を患って死去）。コゼットが属する浮浪者グループの一員。

### テナルディエ一家
テナルディエ
モンフェルメイユにあった宿屋『ワーテルローの軍曹』の主だった男。コゼットを引き取り、虐待していた。コゼットがヴァルジャンに引き取られてから宿屋をたたみ、金持ちであるヴァルジャンを一家で追いかけ、パリで偽札作りや詐欺など悪逆三昧を繰り返す日々を送っていた。ジャン・ヴァルジャンを監禁したり、コゼットを誘拐したりしようとした結果、警察に逮捕された挙げ句に脱獄してしまい、死刑を宣告されてしまう。
1833年の晩夏、政治家になりすまして娘のゼルマとジルノルマン邸に行き、マリユスと談判して、アメリカでもらえる2万フランの手形と数枚の紙幣をせしめることに成功する。
その後、自由と金が待っているアメリカに渡った。
ゼルマ・テナルディエ
テナルディエの次女。1815年生まれ。『レ・ミゼラブル』では《アゼルマ》と呼ばれている。赤毛でやせぎすだが、大柄で骨ばった体つきをしている。普段は笑わないが笑うと大きな歯が見えるため、寒気がするような笑みになってしまう。それらはすべて母親譲りである。姉エポニーヌや母とつるんでコゼットを《ヒバリ》と呼んで虐待していた。しかし、生活は一変。パリの街頭に立って客引きや売春を行うなど転落した人生を送るようになる。
パリを離れ、アメリカに逃げなければならなくなったとき、その苦悶を過去と一緒にコゼットにぶつける。姉はどうしてマリユスに裏切られたのか、なぜ自分たちが転落し《ヒバリ》だったコゼットが人生の勝ち組になったのか……彼女の問いはコゼットを恐怖のどん底へ突き落とす。そんなことが軽々とできるのは、彼女が父親の持っていた“ごろつき”の要素と母親の“人でなし”の要素を持ち合わせた最低な人物だからであるため。
のちにニューオーリンズでエミール＝シャルル・トゥシャールと出逢い、結婚。エポニーヌ（のちのエポニーヌ＝オルターンス）とコリーヌというふたりの娘に恵まれる。しかし、せっかく2万フランの大金を受け取ったにもかかわらず、アメリカでの生活は悲惨なもので、破産を経験する。
ルイ・ナポレオンと肉体関係を持ち、エポニーヌ＝オルターンスというご落胤を産んでいたことを知った彼女は、家族を連れてフランスに帰国していた。1848年、エポニーヌを《プリンス大統領の娘》として認知してもらい、第二帝政が始まると、皇帝ナポレオン3世から《トゥルスボワ伯爵夫人》の名をもらう。
自分自身の幸せのためなら、金のためなら、娘だろうと憎む相手の息子でも何でも利用する、本物の愛を知らない哀れな女。
コゼットへの復讐を果たそうと常々考えている。最初は「過去をばらす」とポンメルシー夫妻にたかってみせたがうまくいかず、彼女は夫妻の息子ジャン＝リュックを《ポンメルシー夫妻が軽蔑する人間》に改造しようと考える。
その目論見は当たり、家族が離散するなかでパリに残ったジャン＝リュックは積極的に自分を頼り、働かずに金をせしめ、その日その日を楽しく暮らす人情味のない人間に仕立て上げることに成功する。さらに、パリでもアメリカで散々な目にあった経験から、今度こそ金に困らない生活を手に入れるため、次女コリーヌをアルセーヌ・ユヴェと結婚させ、アルセーヌの父親に取り入ろうとする。
しかし、貧民としてあえぎ苦しむ日々を送っているだろうコゼットは彼女の知らぬところで女優ニコレット・ローリオの付き人として生活には不自由しない金を手に入れ、ジャン＝リュックはエポニーヌ・オルターンスと離婚してしまう。
エミール＝シャルル・トゥシャール
ゼルマの夫。品格はあるものの気骨がない男。いわゆる“ヘタレ”。ゼルマの言いなりになっている。
エポニーヌ＝オルターンス
1837年に生まれたトゥシャール夫妻の長女。ジャン＝リュックの妻で、彼との間に長女ルイーズをもうける。ゼルマの薄幸の姉エポニーヌと、ルイ・ナポレオンの母オルタンス・ド・ボアルネから名前をもらった。実は、ルイ・ナポレオンがニューヨーク滞在時、当時は金持ちだった母ゼルマが取り巻きのひとりになって彼と寝たときにできた娘。ルイ・ナポレオンの子供として認知された。
黒い目が父にそっくりな、つんとすましたワガママ娘で、少女時代は母親のことを「母ちゃん」と呼んだり、髪を噛んだりする悪癖があった。成長して《皇帝の娘》として認知されても、人を小ばかにしたような性格とはねっ返りな性分は治らず、何かあると《皇帝の娘》という地位と『結婚』に逃げようとする。《皇帝の娘》という地位には権威があり、おまけに金がもれなくついてくる。結婚してしまえば母の束縛から逃げられ、人生を面白おかしく暮らせると思ったからである。しかし、現実はそうはいかなかった。
やがてジャン＝リュックと豪華な結婚式を挙げるが、彼は次々と愛人を作り、大事にしてもらえなかったため、次第に不満を抱くようになる。娘のルイーズを使って積極的に彼の気を引こうとするも失敗。ルイーズを放置するようになってしまう。結局、夫婦ともども不倫に走るようになってしまい、別居生活に入る。彼女もまた、母と同じく本物の愛を知らない哀れな女で、愛についての議論を大いに好む。
ルイーズ
ジャン＝リュックとエポニーヌ＝オルターンスの娘。ルイ・ナポレオンとゼルマの孫にあたり、ヴァランティナの異母姉にあたる。名前は母方の祖父にちなんで名づけられた。
両親の間に愛がなかったため、最終的には誰からも心からの愛情を受けることができないまま育ってしまう。子供らしい生活を送れないままだった彼女の唯一の味方は、父方の叔母ファンティーヌだけだった。
コリーヌ
トゥシャール夫妻の次女。祖父テナルディエに似て怠惰で、何かを文句を言うとむくれる傾向がある。しつけがなっておらず、子供時代は爪を噛むクセがあった。成長してからは姉同様、みちがえるほど美しくなり、それが姉妹間に嫉妬と緊張の糸を生んでいた。だが、姉ほどはねっ返りでもなければ、愚かでもない。
のちにジャン＝リュックの悪友で姉の愛人のひとりでもあるアルセーヌ・ユヴェと“金のために”結婚する。
アルセーヌ・ユヴェ
ジャン＝リュックのアンリー4世中等学校在学時の同級生で悪友。魅力がなく、人の目をうかがうようなびくびくした性根の持ち主だが、実のところ抜け目がなく、金を使って《虎の威を借る狐》を地で行く青年。ジャン＝リュックを退学に追い込む原因を作った。
父親はクレモン・フェランで雑貨商を営み、砂糖大根と塩漬肉で儲けている富豪。パリのショセ・ダンタンの高級住宅街に住む伯母と称する人物のもとから学校に通学していた。
のちにゼルマの次女コリーヌと結婚する。

### その他重要人物
ニコレット・ローリオ
1833年生まれの女優。ボジャールの絵のモデル。金髪と灰色の瞳と白い肌、しなやかな手足が印象的な美女。のちにジャン＝リュックの恋人となる。
1851年の夏、ジャン＝リュックが悪友のアルセーヌ・ユヴェと一緒に劇場に入っているところを、テオとボジャールに見つかる。そのとき、口止めの口実に使ったのが彼女だった。が、ジャン＝リュックは彼女に本気で惚れてしまう。彼女の意思に関係なく医者と結婚させられそうになったため、兄のいるパリへ逃げ出したという過去があり、現在はニードルメーカーという、母親と妻と3人の子供がいる醜男の針工場経営者が週に2回、彼女のアパルトマンを訪れている。
ジャン＝リュックと本格的に付き合うようになった1851年12月1日、リュクサンブール公園で不運にもポンメルシー夫妻と出会ってしまう。そのときは結婚する気など毛頭なかった。
その後、押しも押されもせぬ人気女優に登りつめる。ジャン＝リュックと結婚する気は毛頭なかった彼女だが、10年の歳月を経ていくうちに、彼の愛情がなければ生きていけない自分に気づいてしまう。しかし、彼女の深まる愛情とは対照的にジャン＝リュックの心は離れていくばかりであった。それでもジャン＝リュックは金のため、名誉のため、愛人として彼女のもとに現れていた。
ジャン＝リュックがエポニーヌとの新婚旅行に出ている最中、偶然にもゼルマと出会う。ゼルマに怪しいものを感じた彼女は、ゼルマこそジャン＝リュックを堕落させた張本人だと悟る。コゼットと出逢った彼女は、ゼルマの野望を打ち砕き、その鼻をあかすため、コゼットを付き人として雇う。このとき、貧しさと父の暴力に苦しんでいた少女時代をコゼットに語っている。
付き人コゼットに励まされながら舞台に臨んでいたある日、コゼットにジャン＝リュックの子供を妊娠したことを告げる。孫の誕生を喜ぶコゼットであったが、ジャン＝リュックからは暗に堕胎するよう、冷たくあしらわれていた。コゼットから《娘》として認められ、ある一件でファンティーヌやムクドリ、マリユスとも仲良くなった彼女は、事実上、ポンメルシー家の《家族》として迎え入れられていた。「子供は必ずジャン＝リュックの手から守る」と誓ってくれたコゼットを、彼女は信頼する。このとき宿していた子供がヴァランティナである。
現在はヴァランティナをコゼットに預け、イギリスに亡命している。エポニーヌ＝オルターンスらと別れたジャン＝リュックは彼女に逢いに行くべく、ブーローニュから旅立つ。
ルイ・ナポレオン
ナポレオン1世の甥。のちにナポレオン3世としてフランスを統治する皇帝になる男。
1840年8月6日、ポンメルシー夫妻がブーローニュに来ている時、ブーローニュに上陸しようとするが失敗。イギリスの汽船エディンバラ・キャッスル号で逃げ帰ることとなる。1836年にもフランス上陸に失敗し、アメリカ送りにされる。その後数ヶ月をニューヨークで過ごし、ゼルマともその時に知り合い、一夜をともにすることとなる。1840年にアムの城塞で終身刑に処せられるが、6年後に脱走。
実は『ラ・リュミエール』紙の読者のひとりで、1848年10月の夜、夫妻の邸宅を訪れる。そこで、彼は夫妻に希望の光を与えることになる。
醜男だが、一種独特な魅力を持っており、人々は彼にひきつけられる。毎晩、別の女性とベッドをともにすると言われるほどの女好き。それがたとえ金持ちの女だろうが城塞の洗濯女だろうが、身分など関係なく女を抱くことから、関係を持った女の名前を書く台帳まで作られる。ゼルマも数多くいた愛人のひとりだが、彼にしてみれば「ニューヨークにいたフランス人の売女」に過ぎず、今ではゼルマをこれっぽっちも愛していない。
アドルフ・ティエール
政治家。マリユスら共産主義者から目の仇にされている男。自由主義者であるがゆえか、そのシニカルな性格ゆえか、権力の座に就くのは大の得意だが、他人の信頼を得るのは大の不得手である。
1848年6月21日の暴動で政府の実権を握ったカヴェニャック将軍の命令で、マリユスとムクドリがコンシェルジュリ監獄に収監されたとき、コゼットは夫とムクドリの釈放を求め、無謀にも彼の邸宅に乗り込んだ。
ジャン＝リュックの薄情ぶりを鼻で笑った。
ジャック・オッフェンバック
ドイツ出身の、名の知れた作曲家兼指揮者。最初は脇役に過ぎなかったニコレットを主役として重用するようになる。
ジャン＝リュックはそのドイツ訛りをまねてはからかい、彼の存在を敵視していた。
アルフォンス・グランクール
サン・シモンに住む石工。アムの城塞に勤める一方で、偽名を使い、パリにも出稼ぎに来ている。
ある囚人を徐々に「只者ではない」と認識していった彼は、その認識が確信に変わったとき、息子ドニを使ってムクドリに伝言を伝えようとする。その伝言に従ってやって来た《ラ・リュミエール》ことコゼットに、思わず驚愕してしまう。
非協力的な妻を差し置いて、コゼットとムクドリを手伝い、アムの城塞へコゼットを案内する。
ドロボー・ローラン
ムクドリの盗みの師匠。ナイフでガラスに円形のヒビを入れる方法をムクドリに教えた。以後、ムクドリから大変尊敬されていた。
1848年の6月暴動では軍曹として殺戮を繰り返し、その後は兵士としてアルジェリアに派遣され、最終的にセーヌ川の死体さらいとなって闇を生きていく。
フランス第二帝政の終焉が近いことを、死体さらいの仕事で悟った。